# バスティアン・ムピユ
バスティアン・ンデメニ・ムピユ・メナジュ（フランス語: Bastien Ndemeni Meupiyou Menadjou、2006年3月19日 - ）は、フランスとカメルーンのサッカー選手。フランス代表。ポジションはDF。

## クラブ歴
パリに生まれ、地元のパリFCの下部組織でサッカーを始めた。その後FCモンフェルメイユに所属した。
2019年にFCナントの下部組織に加入した。2023年9月1日に行われたリーグ・アンでスターティングメンバーに抜擢されて選手初出場となったが、開始9分で退場となり、リーグ・アン史上ではラヤン・シェルキに次いで史上2位の若さでの退場記録となった。
2024年8月29日、ウルヴァーハンプトン・ワンダラーズFCに移籍した。

## 代表歴
年代別代表ではフランス代表として出場を重ねている。
U-17代表として2023年にはUEFA U-17欧州選手権2023に参加し準優勝、その後2023 FIFA U-17ワールドカップでも準優勝を記録した。